# Бронзовик рудуватий
Бронзовик рудуватий (Orthothecium rufescens) — вид мохів порядку гіпнобрієвих (Hypnales).

## Поширення
Ареал охоплює такі частини світу: Європа, Північна Америка, Азія.
Населяє вологу тундру, ґрунт, граніт, вапняк, сланець; на висотах від 0 до 1700 метрів.

## Характеристика

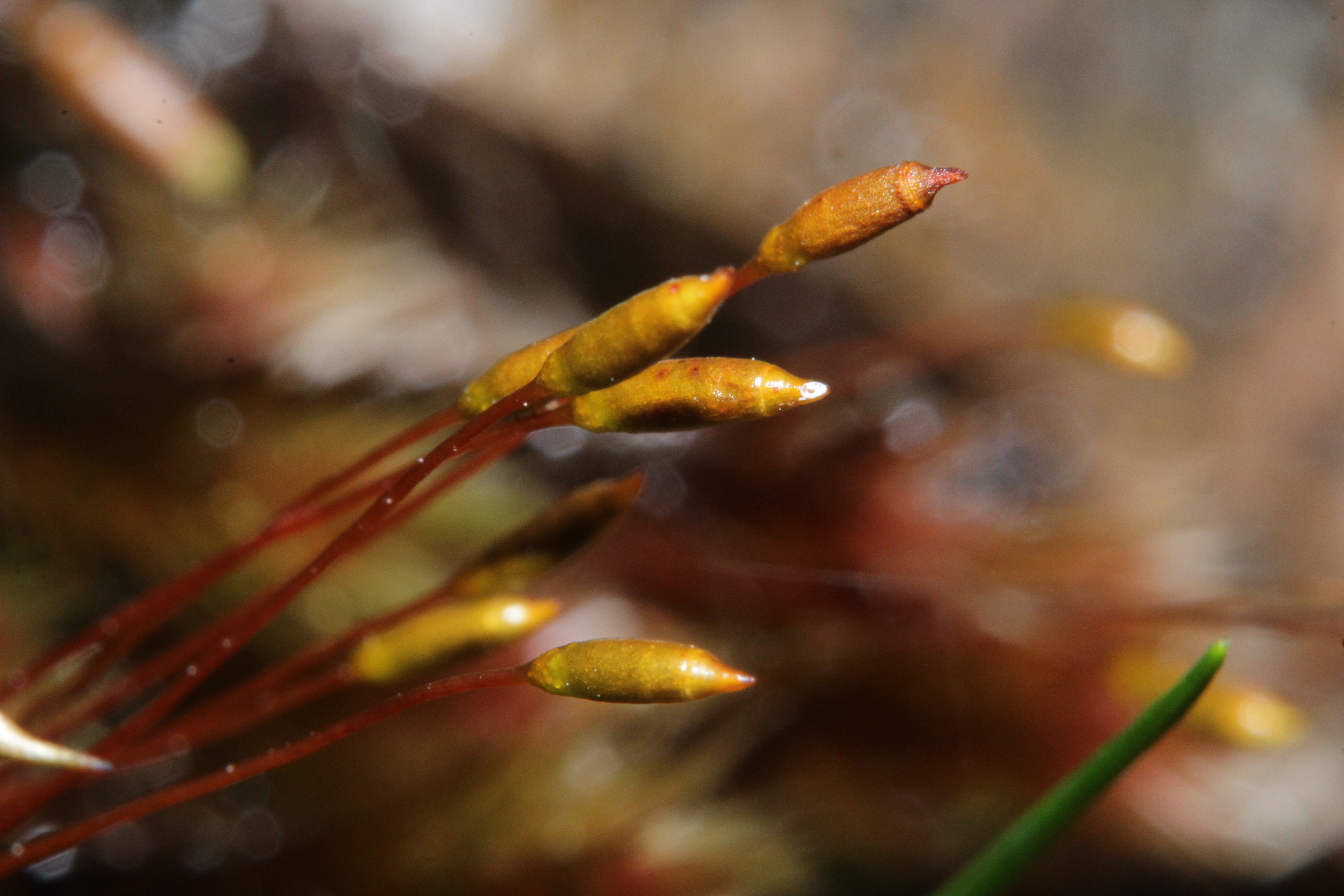

Рослини великі, в матах, від червонуватого до коричневого. Стебла 4–10 см, ушир 4–10 мм, від прямовисних до висхідних, рідко розгалужені. Листки ± в сухому стані притиснуті, у вологому — прямовисні, лінійно-ланцетні, сильно складчасті, 3 мм; краї плоскі; верхівка тонко, довго-загострена. Спеціалізоване нестатеве розмноження відсутнє..